# Énergie éolienne au Québec

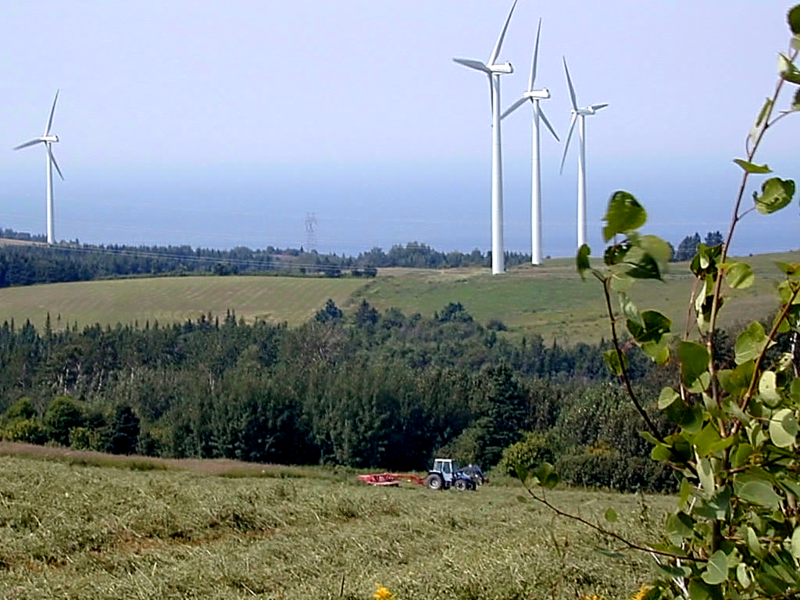
Éoliennes du parc éolien de Cap-Chat, en Gaspésie.

L'énergie éolienne au Québec concerne l'analyse de l'énergie éolienne sur le territoire du Québec. L'idée d'exploiter ce type d'énergie dans cette province canadienne a été relancée après la signature du protocole de Kyoto, alors que le gouvernement du Québec s'est mis à chercher d'autres sources d'énergie renouvelable que l'hydro-électricité produite par Hydro-Québec.

## Potentiel éolien au Québec
Le Québec est très riche en vent. En fait, on retrouverait sur le territoire québécois le deuxième plus important gisement éolien au monde. Compte tenu de l’immensité de son territoire, le potentiel éolien du Québec est, théoriquement, considérable.
Il convient toutefois de distinguer ce potentiel théorique – quasi illimité au Québec – du potentiel « technique exploitable », c’est-à-dire le potentiel sur l’ensemble du territoire ne présentant pas de contraintes restrictives empêchant le développement de parcs éoliens, et du potentiel « intégrable au réseau électrique », c’est-à-dire tenant compte de la capacité de circulation d’électricité sur le réseau principal de transport d’électricité ainsi que les sous-réseaux régionaux auxquels les installations seront raccordées.
Au début du XXIe siècle, le ministère des ressources naturelles et de la faune du Québec a fait réaliser deux études pour mieux connaître le potentiel éolien au Québec : le programme de mesure du potentiel éolien réalisé en 2003 dans les régions de la Gaspésie–Îles-de-la-Madeleine, du Bas-Saint-Laurent et de la Côte-Nord; puis l’inventaire du potentiel éolien exploitable du Québec, effectué en 2005 et qui couvre tout le territoire du Québec. Cette dernière étude fait également état de la capacité d’intégration de parcs éoliens au réseau d’Hydro-Québec.
Selon l’étude de 2005, réalisée par la firme Hélimax Inc, consultants spécialisés en énergie éolienne, le potentiel technique exploitable total du Québec avoisinerait les 4 millions de mégawatts. Le potentiel total intégrable au réseau électrique, en tenant compte de l’évaluation faite par Hydro Québec TransÉnergie, qui considère actuellement qu’une limite de 10 % devrait pouvoir être atteinte sans problèmes majeurs, correspond actuellement à 3 600 mégawatts et à 4 000 mégawatts en 2015.

## Historique du développement éolien au Québec

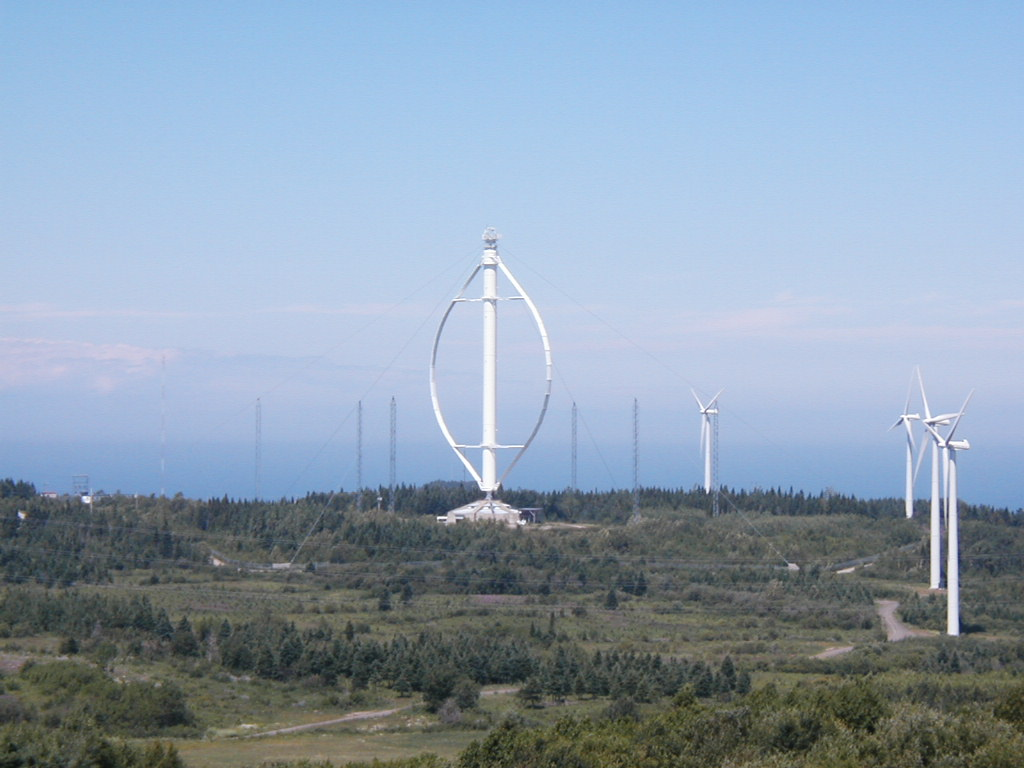
Éolienne à axe vertical en Gaspésie.

### Période 1970 à 1998
L’exploration de la filière éolienne au Québec débute dans la deuxième moitié des années 1970. Au cours de la période 1975-1977, l’Institut de recherche d'Hydro-Québec (IREQ) installe une éolienne à axe vertical de 40 kW, puis, en collaboration avec le Conseil national de recherches Canada (CNRC), une éolienne expérimentale à axe vertical de 230 kW aux Îles-de-la-Madeleine.
D’autres essais sont réalisés pendant la période 1986-1987. Hydro-Québec installe une éolienne à axe horizontal de 65 kW à Kuujjuaq, un village nordique isolé du réseau électrique située dans le Nunavik, puis crée Éole, à Cap-Chat, la plus grande éolienne à axe vertical au monde avec son mat de 110 m et sa puissance de 4 MW. Éole, qui a cessé ses opérations depuis, est aujourd’hui utilisée comme musée. On la présente souvent comme l’emblème de la filière au Québec.
En 1995, Hydro-Québec entreprend, en collaboration avec le ministère des Ressources naturelles du Québec, l’Université du Québec à Rimouski et la société-conseil Wind Economics and Technology Inc. (WECTEC), l’élaboration d'une carte des vents à partir de données connues pour déterminer le potentiel éolien du Québec. La responsabilité du programme sera éventuellement transférée au ministère des Ressources naturelles en 1998.

### Période 1998 à aujourd’hui
Le véritable développement commercial de parcs éoliens débute cependant en 1998 avec la mise en service du parc éolien Le Nordais, situé en partie à Cap-Chat (sur le site d’Éole) et en partie à Matane. Ce parc, possédant 100 MW de puissance installée, est réalisé à la suite de la conclusion d’un contrat de gré à gré entre Hydro-Québec Production et le producteur privé pour l’achat de l’énergie produite. Ce parc deviendra en quelque sorte le modèle sur lequel sera basé le développement des parcs éoliens au Québec.
En 2001, Hydro-Québec publie son plan stratégique 2002-2006, dans lequel la société d’État confirme son intention d’appuyer le développement du potentiel éolien au Québec par un programme d'achat ciblé pouvant atteindre 100 MW par année. Au cours de la période 2001-2004, de nouveaux contrats de gré à gré sont conclus pour l’acquisition de près de 500 MW d’électricité éolienne auprès de producteurs privés.
En 2003, Hydro-Québec émet un premier appel d’offres public pour l’acquisition de 1 000 MW d’électricité éolienne pour des projets situés en Gaspésie. Un second appel d’offres, celui-là visant l’acquisition de 2 000 MW, est lancé en 2005 pour des projets situés partout au Québec. Un troisième appel d’offres est lancé en 2009 pour l’acquisition de 500 MW d’électricité éolienne visant des projets municipaux ou autochtones.
Au 30 décembre 2012, le Québec comptait 13 parcs éoliens en opération, plus d’une vingtaine de parcs en construction ou en processus d’autorisation et près d’une quarantaine de projets de parcs éoliens.
La puissance installée éolienne du Québec atteignait 1 348,4 MW à la fin 2012. Le gouvernement du Québec préparait un 4e appel d'offres pour 700 MW de nouveaux projets, réaffirmant son engagement dans les énergies renouvelables (stratégie 2006-2015) avec l'objectif d'atteindre 4 000 MW en 2015 ; le nouveau gouvernement va lancer des consultations sur une nouvelle stratégie énergétique post-2015.

## Modèle de développement retenu
En décembre 1997, le ministre des Ressources naturelles, Guy Chevrette, demandait un avis à la Régie de l’énergie afin qu’elle amorce la réflexion sur la production d’énergie éolienne au Québec. Cette réflexion : La place de l’énergie éolienne au Québec : document de réflexion, établissait les fondements sur lesquels allaient se tenir les consultations publiques que la Régie de l’Énergie annonçait du même souffle. Ces consultations publiques s’amorçaient en mars 1998. Cette réflexion s’attardait entre autres à la façon de procéder au développement de cette filière, au modèle de gestion qui encadrerait son implantation au Québec, aux critères qui permettraient à la démarche de demeurer simple et efficace, etc.

### Processus d’appel d’offres
Dès 1998, quatre projets éoliens étaient autorisés par des contrats de gré à gré entre des producteurs privés et Hydro-Québec Production (Le Nordais, Site nordique expérimental en éolien CORUS, Mont Miller et Mont Copper), totalisant 212,10 MW de puissance installée. Afin de poursuivre le développement de la filière éolienne, en 2003 Hydro-Québec et le gouvernement se sont dotés d’un processus d’attribution de projets par appel d’offres. À ce jour, Hydro-Québec a procédé à cinq appels d’offres pour l’achat d’énergie éolienne. Dans le cadre de ces différents appels d’offres, des grilles d’évaluation de projets ont été mises en place : 1 000 MW en mai 2003, 2 000 MW, en octobre 2005 et 500 MW réservés aux nations autochtones (p. 15)  et au milieu communautaire (p. 16) en avril 2009. En juillet 2012, on compte 1 057,2 MW de puissance éolienne installée en sol québécois qui devait s’élever à 1 648,4 MW en décembre 2012. Au printemps 2013, Hydro-Québec lance un quatrième appel d'offres de 800 MW de puissance éolienne en plus d'un projet gré à gré avec participation autochtone. En 2021, un cinquième appel d'offres de 300 MW est lancé et cinq projets sont retenus.

### L’intégration au milieu
L’acceptabilité sociale est une condition essentielle au développement et au succès d’un projet éolien. L’industrie le reconnait et, de façon générale, a développé des façons de faire qui favorisent l’acceptabilité sociale de projets éoliens, dont les ingrédients-clés sont la consultation de la population, la diffusion d’information tôt dans le processus de planification d’un parc éolien et l’implication des communautés d’accueil le plus rapidement possible lors du développement d’un projet. Ces façons de faire ont pour objet d'assurer qu’un projet est développé en tenant compte des préoccupations du milieu et de favoriser une intégration harmonieuse.
De plus, dans le cadre le processus d’appel d’offres duquel sont issus les contrats permettant aux producteurs d’installer et d’exploiter un parc éolien, le gouvernement du Québec a prévu une série d’exigences auxquelles le soumissionnaire doit se conformer dans le but de réussir une intégration harmonieuse au milieu:

#### Autorisations des municipalités et des MRC
Pour obtenir l’autorisation d’installer et d’exploiter un parc éolien, le promoteur doit d’abord démontrer que son projet est conforme à la réglementation locale et régionale ainsi qu'au schéma d’aménagement et de développement du territoire (règlements d’urbanisme). Il doit en outre démontrer qu’il a entrepris les démarches auprès des autorités locales et qu’il sait quelles autorisations il devra obtenir.

#### Réalisation des études environnementales
Le promoteur devra ensuite produire une évaluation environnementale afin d’analyser les facteurs qui exercent une influence sur les écosystèmes et la qualité de vie des populations locales. Cette étape permet de mieux cerner les enjeux et de minimiser les impacts sur l’environnement et les collectivités. L’évaluation environnementale doit être transmise au ministère du Développement durable, de l’Environnement et des Parcs. 
Le promoteur doit en outre réaliser des inventaires des oiseaux de proie et des chiroptères (chauves-souris), dont les plans d’échantillonnage doivent être validés par les directions régionales de l'aménagement de la faune, au moins un mois avant leur réalisation.

#### Consultation publique
Le promoteur d’un projet éolien est fortement encouragé à tenir des séances d’information et de consultations publiques auprès de la population et des différents intervenants des communautés d’accueil. 
Les citoyens peuvent aussi faire une demande de consultation publique au Bureau d'audiences publiques sur l'environnement (BAPE). Ces derniers pourront alors s’informer et exprimer leurs préoccupations lors des audiences publiques du BAPE. Lorsqu’un BAPE a lieu, le ministère du Développement durable, de l’Environnement et des Parcs (MDDEP) attend ses recommandations avant d’émettre le certificat d’autorisation au soumissionnaire retenu.

#### Autorisations du MDDEP et conditions d’implantation
Ce n’est qu’après avoir reçu l’analyse et les recommandations du MDDEP — effectuées à partir du rapport du BAPE et de l’analyse environnementale — que le gouvernement, par décret, choisit d’autoriser ou non, avec ou sans modifications et aux conditions qu’il détermine, le projet. 
Par la suite, avant que le projet se réalise, le promoteur doit soumettre les plans et devis de son projet afin d’obtenir un certificat d’autorisation du MDDEP en vertu de l’article 22 de la Loi sur la qualité de l’environnement.

#### Démantèlement
Le soumissionnaire retenu doit fournir au MDDEP une preuve de financement adéquat, soit par un dépôt en fiducie ou en donnant des garanties fermes quant à l’obtention du montant requis pour payer la totalité des frais du démantèlement du parc éolien. Il doit également procéder au démantèlement complet du parc éolien à l’intérieur d’un délai de deux ans suivant l’arrêt définitif de l’exploitation du site.

## Liste des parcs éoliens québécois
- Site en développement ou en construction
- Projet retardé ou annulé

| Parc éolien                                | Région                        | Turbines | Manufacturier | Puissance (MW) | Propriétaire                                 | Type de contrat                | Mise en service | Réf.   |
| ------------------------------------------ | ----------------------------- | -------- | ------------- | -------------- | -------------------------------------------- | ------------------------------ | --------------- | ------ |
| Saint-Ulric                                | Gaspésie–Îles-de-la-Madeleine | 3        | Neg Micon     | 2,25           | Hydro-Québec Production                      |                                | 1998            | [ 21 ] |
| Le Nordais (Cap-Chat)                      | Gaspésie–Îles-de-la-Madeleine | 76       | Neg Micon     | 57             | TransAlta                                    | Contrat de gré à gré           | 1998            | [ 22 ] |
| Le Nordais (Matane)                        | Gaspésie–Îles-de-la-Madeleine | 57       | Neg Micon     | 42,75          | TransAlta                                    | Contrat de gré à gré           | 1999            | [ 22 ] |
| Mont-Copper                                | Gaspésie–Îles-de-la-Madeleine | 30       | Vestas        | 54             | Énergie éolienne du Mont-Copper              | Contrat de gré à gré           | 2005            | ,      |
| Mont-Miller                                | Gaspésie–Îles-de-la-Madeleine | 30       | Vestas        | 54             | Énergie éolienne du Mont-Miller              | Contrat de gré à gré           | 2005            | ,      |
| Baie-des-Sables                            | Gaspésie–Îles-de-la-Madeleine | 73       | GE Wind       | 109,5          | Cartier Énergie Éolienne                     | Appel d'offres 2003            | 2006            | [ 27 ] |
| L'Anse-à-Valleau                           | Gaspésie–Îles-de-la-Madeleine | 67       | GE Wind       | 100,5          | Cartier Énergie Éolienne                     | Appel d'offres 2003            | 2007            | [ 28 ] |
| Carleton                                   | Gaspésie–Îles-de-la-Madeleine | 73       | GE Wind       | 109,5          | Cartier Énergie Éolienne                     | Appel d'offres 2003            | 2008            | [ 29 ] |
| Jardin d'Éole                              | Gaspésie–Îles-de-la-Madeleine | 100      | GE Wind       | 150            | Northland Power                              | Appel d'offres 2003            | 2009            | ,      |
| Site nordique expérimental en éolien CORUS | Gaspésie–Îles-de-la-Madeleine | 2        | REpower       | 4,1            | TechnoCentre éolien                          | Contrat de gré à gré           | 2010            | [ 32 ] |
| Massif du Sud                              | Chaudière-Appalaches          | 75       | REpower       | 150            | EDF Énergies Nouvelles Canada                | Appel d'offres 2005            | 2013            | [ 33 ] |
| Frampton                                   | Chaudière-Appalaches          | 12       | Boralex       | 24             | Les éoliennes Frampton SENC                  | Entente privé et communautaire | 2015            |        |
| Mont-Louis                                 | Gaspésie–Îles-de-la-Madeleine | 67       | GE Wind       | 100,5          | Northland Power                              | Appel d'offres 2003            | 2011            | [ 34 ] |
| Des Moulins                                | Chaudière-Appalaches          |          | Enercon       | 156            | 3Ci                                          | Appel d'offres 2005            | 2011            |        |
| De l'Érable                                | Centre-du-Québec              |          | Enercon       | 100            | Enerfin Sociedad de Energia S.A.             | Appel d'offres 2005            | 2011            |        |
| Le Plateau                                 | Gaspésie–Îles-de-la-Madeleine | 60       | Enercon       | 138,6          | Invenergy Wind Canada ULC                    | Appel d'offres 2005            | 2011            |        |
| Montagne-Sèche                             | Gaspésie–Îles-de-la-Madeleine | 39       | GE Wind       | 58,5           | Cartier Énergie Éolienne                     | Appel d'offres 2003            | 2011            |        |
| Gros-Morne                                 | Gaspésie–Îles-de-la-Madeleine | 141      | GE Wind       | 211,5          | Cartier Énergie Éolienne                     | Appel d'offres 2003            | 2011-2012       |        |
| New Richmond                               | Gaspésie–Îles-de-la-Madeleine |          | Enercon       | 66             | Venterre                                     | Appel d'offres 2005            | 2012            |        |
| Saint-Rémi                                 | Montérégie                    | 44       | Enercon       | 100            | Kruger Énergie                               | Appel d'offres 2005            | 2012            |        |
| Saint-Robert Bellarmin                     | Estrie                        | 40       | REpower       | 80             | Saint-Laurent Énergies                       | Appel d'offres 2005            | 2012            | ,      |
| Lac Alfred                                 | Bas-Saint-Laurent             | 150      | REpower       | 300            | Saint-Laurent Énergies                       | Appel d'offres 2005            | 2012-2013       |        |
| Témiscouata I                              | Bas-Saint-Laurent             |          | Enercon       | 25             | Boralex et MRC de Témiscouata                | Appel d'offres 2009            | 2014            |        |
| Seigneurie de Beaupré phase I              | Capitale-Nationale            | 126      | Enercon       | 272            | Boralex et Gaz Métro                         | Appel d'offres 2005            | 2013            | [ 37 ] |
| Seigneurie de Beaupréphase II              | Capitale-Nationale            |          | Enercon       | 68             | Boralex et Gaz Métro                         | Appel d'offres 2005            | 2014            | [ 37 ] |
| Vents du Kempt                             | Bas-Saint-Laurent             |          | Enercon       | 101,2          | Club Éolectric et Fiera Axium Infrastructure | Appel d'offres 2005            | 2014            |        |
| Rivière du Moulin                          | Saguenay-Lac-Saint-Jean       | 175      | REpower       | 350            | Saint-Laurent Énergies                       | Appel d'offres 2005            | 2014-2015       |        |
| Saint-Gédéon                               | Saguenay-Lac-Saint-Jean       | 25       | Enercon       | 100            | Algonquin Power                              | Appel d'offres 2005            | 2021            |        |
| Clermont                                   | Capitale-Nationale            |          | REpower       | 74             | Saint-Laurent Énergies                       | Appel d'offres 2005            | 2015            |        |
| Murdochville                               | Gaspésie–Îles-de-la-Madeleine | 30       | GE Wind       | 54             | 3Ci                                          | Contrat de gré à gré           | 2004            |        |
| Rivière-du-Loup                            | Bas-Saint-Laurent             | 114      | GE Wind       | 171            | Les ressources Terrawind                     | Contrat de gré à gré           | 2008            |        |
| Les Méchins                                | Gaspésie–Îles-de-la-Madeleine | 100      | GE Wind       | 150            | Cartier Énergie Éolienne                     | Appel d'offres 2003            | Résilié         | [ 21 ] |
| Sainte-Luce                                | Bas-Saint-Laurent             |          | Enercon       | 68             | Kruger Énergie                               | Appel d'offres 2005            | 2012            |        |
| Saint-Valentin                             | Montérégie                    |          | Enercon       | 50             | Venterre                                     | Appel d'offres 2005            | 2012            |        |
| Apuiat                                     | Côte-Nord                     |          | Vestas        | 200            | Innus d'Essipit/Hydro-Québec                 | Appel d'offres 2005            | 2022-2023       | [ 38 ] |